# 印度鼠尾粟黑粉菌
印度鼠尾粟黑粉菌（学名：Ustilago sporoboli-indici）是属于黑粉菌目黑粉菌科黑粉菌属的一种真菌，寄生在印度鼠尾粟上。该种分布于中国、菲律宾。